# Музей Передней Азии

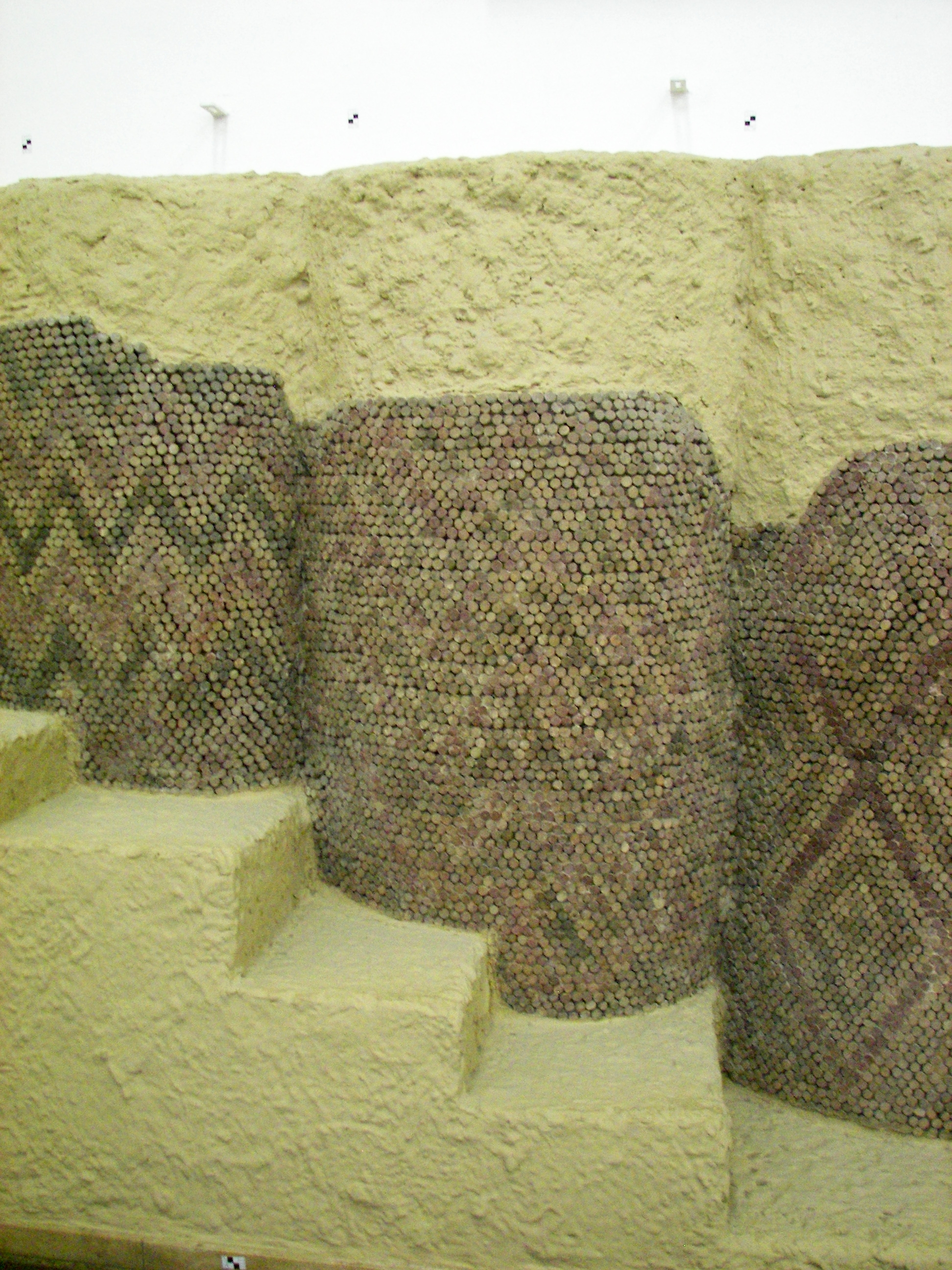
Реконструкция мозаики из храма Э-Ана

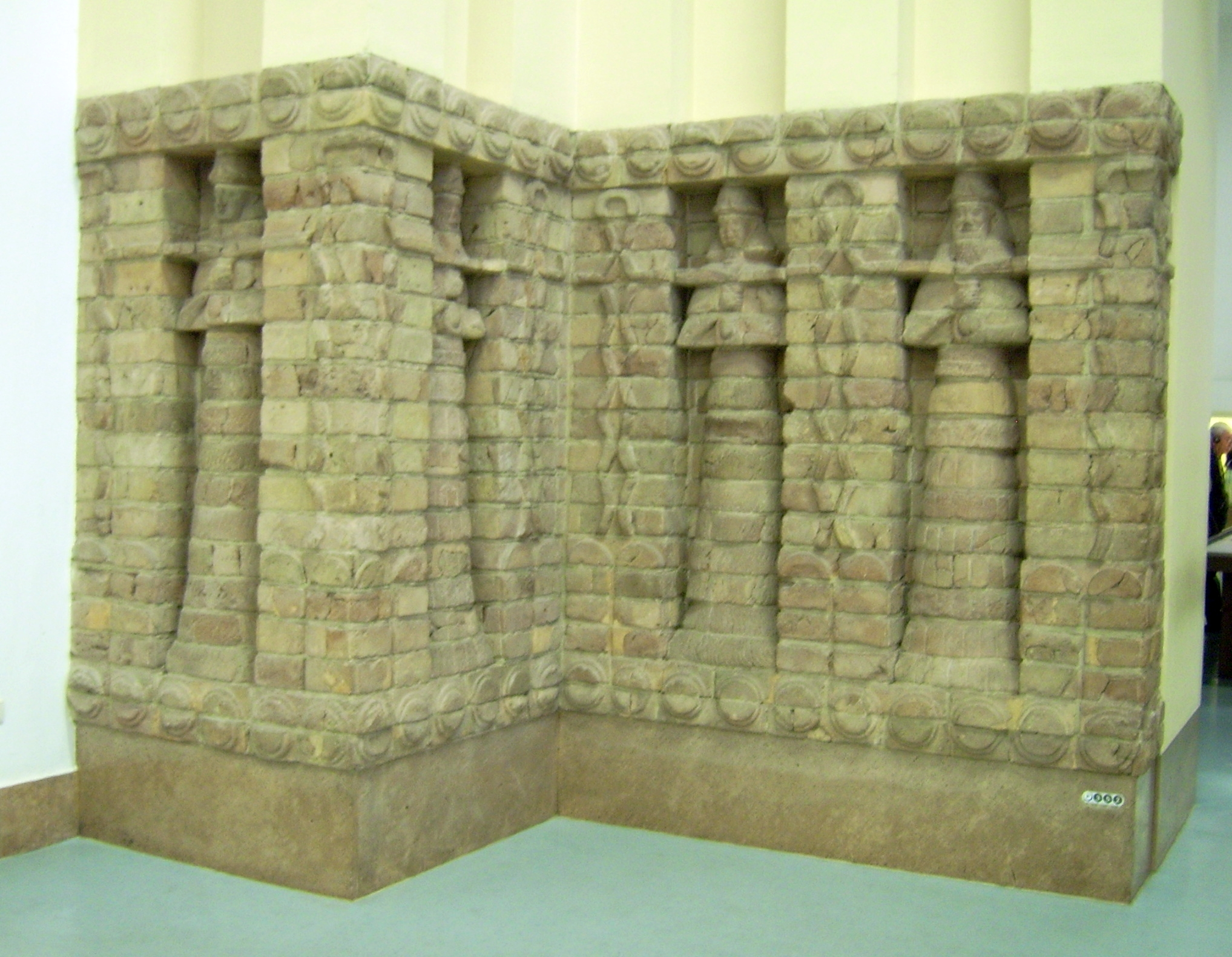
Часть фасада храма Инанны в Уруке (период Караиндаша I)

Музей Передней Азии (Переднеазиатский музей, нем. Vorderasiatisches Museum Berlin) — археологический музей на первом этаже южного крыла Пергамского музея Музейного острова на реке Шпрее в центре Берлина.

## История коллекции
Музей имеет 14 залов общей выставочной площадью более 2000 м², где экспонируются археологические находки, собранные немецкими экспедициями в Передней Азии. Возраст экспонатов — от 8 тысяч лет (6 тысячелетие до н. э.) до начала эпохи завоевания Ближнего Востока мусульманами. В основном территория, на которой собраны экспонаты, соответствует теперешним Ираку, Сирии и Турции; незначительное число — из сопредельных стран.
Начиная с эпохи неолита, здесь представлены образцы культуры Шумера, Вавилона, Ассирии и регионов северной Сирии — восточной Анатолии. В основе коллекции — находки, сделанные во время раскопок Урука, Шуруппака, Ашшура, Хаттуша, Амарны, Тель-Халафа (Гузана), Самаль, Топрах-кале и города Вавилона. Также представлены последующие раскопки в Нимруде, Ниневии, Сузах и Персеполя. В этих экспонатах представлены образцы культур шумеров, аккадцев, вавилонян, ассирийцев, хеттов и арамеев.
Источником поступления экспонатов стали находки археологических экспедиций, которые организовывало Германское восточное общество (нем. Deutsche Orient-Gesellschaft). Для приёма этих экспонатов в 1899 году в Королевском музее был открыт Отдел Передней Азии. Первоначально эти находки поступали на хранение в музей кайзера Фридриха (нем. Kaiser-Friedrich-Museum, ныне Музей Боде), где они были открыты для общего обзора до 1929 года, пока в 1930 году не открылся Пергамский музей.
Во время Второй мировой войны коллекция не понесла серьёзных потерь. В 1953 году коллекция Музея Передней Азии открылась вновь. В 1958 году Советский Союз передал правительству Германской Демократической Республики некоторые экспонаты, ранее вывезенные в СССР в соответствии с реституцией по итогам войны.

## Коллекция
Наибольший интерес в коллекции представляют ворота Иштар и элементы прилегавшей к ним Дороги процессий в Вавилоне, остатки Вавилонской башни, фрагменты храмов Э-Аны и Инанны, построенных царём Караиндашем в Уруке, фрагменты тронного зала Навуходоносора II. Помимо этого, музей является крупным хранилищем печатных оттисков, цилиндрических печатей и клинописных табличек.
Музей вместе с другими известными хранилищами является соучредителем общества «Союз любителей древностей Музейного острова в Берлине» (нем. Verein der Freunde der Antike auf der Museumsinsel Berlin e. V.), через посредство которого он поддерживает связи с другими городскими вместилищами экспонатов, которые относятся к Передней Азии. Планируется[когда?] создать центральное хранилище для этих коллекций в Берлин-Фридрихсхагене.

## Учёные
В разное время директорами музея Передней Азии были:
- 1899—1918 — Фридрих Делич (нем. Friedrich Delitzsch)
- 1918—1928 — Вебер Отто[нем.] (нем. Otto Weber)
- 1928—1951 — Вальтер Андре[нем.] (нем. Walter Andrae)
- 1951—1977 — Герхард Рудольф Майер[нем.] (нем. Gerhard Rudolf Meyer)
- 1978—1990 — Якоб-Рост, Лиана[нем.] (нем. Liane Jakob-Rost)
- 1990—1997 — Эвелина Кленгель-Брандт[нем.] (нем. Evelyn Klengel-Brandt)
- 1998—2014 — Беата Салье (нем. Beate Salje)
- 2014—2018 — Маркус Хильгерт (нем. Markus Hilgert)
- 2018—2019 — Луц Мартин (нем. Lutz Martin)
- с 2019 — Барбара Хельвинг (нем. Barbara Helwing)